# Летонија на Европском првенству у атлетици на отвореном 1934.
Летонија је учествовала на 1. Европском првенству у атлетици на отвореном 1934. одржаном у Торинуу од 7. до 9. септембра. Репрезентацију Летоније представљало је шест атлетичара који су се такмичили у 7 дисциплина.
У укупном пласману Летонија је са једном златном медаљом заузела 9. место.
У табели успешности према броју и пласману такмичара који су учествовали у финалним такмичењима (првих 8 такмичара) Летонија је са 3 пласмана у финалу заузела 12. место са 18 бодова, од 18 земаља које су имале представнике у филану, од укупно 23 земље учеснице.
| Пл. | Земља    | 1. место | 2. место | 3. место | 4. место | 5. место | 6. место | 7. место | 8. место | Бр. фин. | Бодови |
| --- | -------- | -------- | -------- | -------- | -------- | -------- | -------- | -------- | -------- | -------- | ------ |
| 12. | Летонија | 1 - 8    | 0 - 0    | 0 - 0    | 2 - 10   | 0 - 0    | 0 - 0    | 0 - 0    | 0 - 0    | 3        | 18     |

## Учесници
| Дисциплина   | Спортисти        | Спортисти |
| Дисциплина   | Мушкарци         |           |
| ------------ | ---------------- | --------- |
| 100 м        | Јанис Кивитис    |           |
| 200 м        | Јанис Кивитис²   |           |
| 5.000 м      | Волдемарс Витолс |           |
| 50 км ходање | Јанис Далињш     |           |

| Дисциплина   | Спортисти                   | Спортисти |
| Дисциплина   | Мушкарци                    |           |
| ------------ | --------------------------- | --------- |
| Бацање диска | Јанис Димза Вилис Розенберг |           |
| Бацање копља | Ото Јургис                  |           |
| Десетобој    | Јанис Димза²                |           |

## Освајачи медаља

### Злато
- Јанис Далињш — 50 км

## Резултати

### Мушкарци
| Атлетичар        | Дисциплина   | Лични рекорд | Квалификације | Квалификације | Полуфинале           | Полуфинале           | Финале               | Финале  | Детаљи |
| Атлетичар        | Дисциплина   | Лични рекорд | Резултат      | Место         | Резултат             | Место                | Резултат             | Место   | Детаљи |
| ---------------- | ------------ | ------------ | ------------- | ------------- | -------------------- | -------------------- | -------------------- | ------- | ------ |
| Јанис Кивитис    | 100 м        |              | НР            | НП            | Није се квалификовао | Није се квалификовао | Није се квалификовао | НП      | [ 2 ]  |
| Јанис Кивитис    | 200 м        |              | НР            | НП            | Није се квалификовао | Није се квалификовао | Није се квалификовао | НП      | [ 2 ]  |
| Волдемарс Витолс | 5.000 м      |              |               |               |                      |                      | 15:52,0              | 10 / 13 | [ 2 ]  |
| Јанис Далињш     | 50 км ходање | 4.57,20      | 4.49:52,6 РЕП |               | [ 2 ]                |                      |                      |         |        |
| Јанис Димза      | бацање диска |              | НР            | НП            |                      |                      | Није се квалификовао | НП      | [ 2 ]  |
| Вилис Розенберг  | бацање диска |              | НР            | НП            | [ 2 ]                |                      | Није се квалификовао | НП      |        |
| Јанис Далињш     | бацање копља | 67,68        |               |               |                      |                      | 67,60                | 4 / 8   | [ 2 ]  |

десетобој
| Атлетичар   | Дисциплина | 100 м | СД   | КУ    | СВ   | 400 м | 110 пр | ДИ    | СМ   | КО    | 1.500 м | Финале           | Пласман      |
| ----------- | ---------- | ----- | ---- | ----- | ---- | ----- | ------ | ----- | ---- | ----- | ------- | ---------------- | ------------ |
| Јанис Димза | Резултати  | 11.6  | 6.84 | 14.81 | 1.87 | 55.8  | 17.2   | 43.53 | 3.20 | 46.20 | 5:39.6  | 6.094 (7.451,40) | 4. / 10 (11) |

- Жутом бојом је истакнут најбољи резултат од свих талмичара у тој дисциплини.

## Скорашње везе
- Комплетни резултати ЕП 1934 на сајту ЕАА